# Australian Ice Hockey League
Az Australian Ice Hockey League Ausztrália legmagasabb szintű jégkorongbajnoksága. A ligát 2000-ben alapította az Ausztrál Jégkorongszövetség, a 2024-2025-ös szezonban 10 csapat szerepel a ligában. A bajnokság győztese a Goodall-kupát nyeri el, ami 1909-ben lett először kiosztva, ezzel a harmadik legrégibb jégkorongtrófea a világon.

## Története
A ligát 2000-ben alapították.

## Résztvevők

### Jelenlegi csapatok
| Csapat               | Város         | Állam                        | Jégcsarnok                 | Férőhely | Alapítás | Csatlakozás |
| -------------------- | ------------- | ---------------------------- | -------------------------- | -------- | -------- | ----------- |
| Adelaide Adrenaline  | Adelaide      | Dél-Ausztrália               | Adelaide Ice Arena         | 1500     | 2008     | 2008        |
| Brisbane Lightning   | Brisbane      | Queensland                   | Boondall Iceworld          | 450      | 2022     | 2023        |
| Canberra Brave       | Canberra      | Ausztráliai fővárosi terület | Phillip Ice Skating Centre | 1000     | 2014     | 2014        |
| Central Coast Rhinos | Central Coast | Új-Dél-Wales                 | Erina Ice Arena            | 500      | 2005     | 2023        |
| Melbourne Ice        | Melbourne     | Victoria                     | O'Brien Icehouse           | 2 500    | 2002     | 2002        |
| Melbourne Mustangs   | Melbourne     | Victoria                     | O'Brien Icehouse           | 2 500    | 2010     | 2011        |
| Newcastle Northstars | Newcastle     | Új-Dél-Wales                 | Hunter Ice Skating Stadium | 1000     | 1981     | 2002        |
| Perth Thunder        | Perth         | Nyugat-Ausztrália            | Perth Ice Arena            | 600      | 2010     | 2012        |
| Sydney Bears         | Sydney        | Új-Dél-Wales                 | Macquarie Ice Rink         | 2000     | 1982     | 2000        |
| Sydney Ice Dogs      | Sydney        | Új-Dél-Wales                 | Macquarie Ice Rink         | 2000     | 2002     | 2002        |

### Korábbi csapatok
| Csapat                  | Város      | Állam                        | Jégcsarnok                 | Aktív évek |
| ----------------------- | ---------- | ---------------------------- | -------------------------- | ---------- |
| Adelaide Avalanche      | Adelaide   | Dél-Ausztrália               | Adelaide Ice Arena         | 2000-2008  |
| Canberra Knights        | Canberra   | Ausztráliai fővárosi terület | Phillip Ice Skating Centre | 2000-2013  |
| Gold Coast Blue Tongues | Gold Coast | Queensland                   | Iceland Bundall            | 2000-2012  |

## Bajnokok
| Év                                                                   | Helyszín                              | Bajnok               | Döntős               | Eredmény |
| -------------------------------------------------------------------- | ------------------------------------- | -------------------- | -------------------- | -------- |
| 2000                                                                 | Macquarie Ice Rink, Sydney            | Adelaide Avalanche   | Sydney Bears         | 6-5 b.u. |
| 2001                                                                 | Thebarton Snowdome, Adelaide          | Adelaide Avalanche   | Sydney Bears         | 10–7     |
| 2002                                                                 | Blacktown Ice Arena, Sydney           | Sydney Bears         | Adelaide Avalanche   | 5-4 b.u. |
| 2003                                                                 | Glaciarium, Sydney                    | Newcastle Northstars | Sydney Ice Dogs      | 4–1      |
| 2004                                                                 | Erina Ice World, Central Coast        | Sydney Ice Dogs      | Newcastle Northstars | 3–1      |
| 2005                                                                 | Hunter Ice Skating Stadium, Newcastle | Newcastle Northstars | Adelaide Avalanche   | 3–1      |
| 2006                                                                 | Adelaide Ice ArenA, Adelaide          | Newcastle Northstars | Adelaide Avalanche   | 4–0      |
| 2007                                                                 | Penrith Ice Palace, Penrith           | Sydney Bears         | Newcastle Northstars | 4–3 h.u. |
| 2008                                                                 | Hunter Ice Skating Stadium, Newcastle | Newcastle Northstars | Sydney Ice Dogs      | 4–1      |
| 2009                                                                 | Hunter Ice Skating Stadium, Newcastle | Adelaide Adrenaline  | Newcastle Northstars | 3–2 h.u. |
| 2010                                                                 | Medibank Icehouse, Melbourne          | Melbourne Ice        | Adelaide Adrenaline  | 6–4      |
| 2011                                                                 | Medibank Icehouse, Melbourne          | Melbourne Ice        | Newcastle Northstars | 3–2      |
| 2012                                                                 | Hunter Ice Skating Stadium, Newcastle | Melbourne Ice        | Newcastle Northstars | 4–3      |
| 2013                                                                 | Melbourne Icehouse, Melbourne         | Sydney Ice Dogs      | Newcastle Northstars | 6–3      |
| 2014                                                                 | Melbourne Icehouse, Melbourne         | Melbourne Mustangs   | Melbourne Ice        | 6–1      |
| 2015                                                                 | Melbourne Icehouse, Melbourne         | Newcastle Northstars | Melbourne Ice        | 3–2 h.u. |
| 2016                                                                 | Melbourne Icehouse, Melbourne         | Newcastle Northstars | CBR Brave            | 2-1      |
| 2017                                                                 | Melbourne Icehouse, Melbourne         | Melbourne Ice        | CBR Brave            | 4–1      |
| 2018                                                                 | Melbourne Icehouse, Melbourne         | CBR Brave            | Sydney Bears         | 4–3 h.u. |
| 2019                                                                 | Hunter Ice Skating Stadium, Newcastle | Sydney Bears         | Perth Thunder        | 5–2      |
| A 2020-as 2021-es szezon nem lett lejátszva a Covid19-pandémia miatt |                                       |                      |                      |          |
| 2022                                                                 | O'Brien Icehouse, Melbourne           | CBR Brave            | Newcastle Northstars | 3–2      |
| 2023                                                                 | O'Brien Icehouse, Melbourne           | Melbourne Mustangs   | CBR Brave            | 1–0      |
| 2024                                                                 | O'Brien Icehouse, Melbourne           | Canberra Brave       | Melbourne Ice        | 5–0      |